# 新見政一
新見 政一（にいみ まさいち、1887年〈明治20年〉2月14日 - 1993年〈平成5年〉4月2日）は、日本の海軍軍人、戦史研究家。最終階級は海軍中将。

## 経歴
広島県広島市安佐北区出身。農業・醤油製造業の新見千五郎の二男として誕生。妻の澄子は小林躋造海軍大将の妹。旧制広島県立忠海中学校より海軍兵学校第36期入校。席次は入校時200名中35番、卒業時191名中14番。同期生の水戸春造海軍中将は中学同窓でもある。新見は海軍砲術学校高等科を修了し、同校教官を務めた砲術専攻士官であり、またオックスフォード大学で国際法を学んだ日本海軍有数の知英派である。
駐英武官補佐官在任中に第一次世界大戦の戦史研究を行い、帰国後『海軍中央軍令機関整備ノ意見書』および『持久戦ニ関スル意見書』を当局に提出した。これは日本においても次期世界大戦は総力戦となること、また艦隊決戦は生起しないことを説き、大本営は政戦略一致の機関であること、また海上交通線防御の対策が必要であるというものであった。周囲からは異端児扱いされるが、太平洋戦争の推移は新見の見解が現実であったことを証明した。
海軍大学校では戦史教官を合計5年務め、教育局長在任中には海軍防衛学校を創設し、海上交通防御の対策を講じようとしたが、軍務局の反対で結局海軍機雷学校の設立にとどまった。軍務局長は井上成美であり、井上の反対は学校の名称に関するものであったが、機雷学校の設立は新見、井上が役職を去った後である。なお両人は親英米路線では一致していたが、海大教官としての授業方針と兵機一系化を巡って意見が対立している。
日独防共協定締結後も、ジョージ6世戴冠記念観艦式に随行した際の秩父宮雍仁親王に対する優遇から英国は日本と結びたがっていると判断し、また第一次世界大戦で示された米国の国力から日本は米英と協調すべきであり、独伊とこれ以上接近するのは危険であると訴えたが、やはり受け入れられることはなかった。
第2遣支艦隊司令長官としては、南部仏印進駐、香港攻略作戦に協力した。

### 戦後
戦後は海上自衛隊幹部学校の特別講師、また再建された水交会で「海軍反省会」最高顧問を務めた。
戦史研究を重視していた新見は、第二次世界大戦の戦史研究に励み『第二次世界大戦戦争指導史』を82歳から84歳にかけて著した。一般に発売されたのは97歳のときであった。この著作は昭和天皇に献上されたが、昭和天皇は「新見の本がでたのか」と喜び、皇太子明仁親王にも贈られた。

### 年譜
- 1887年（明治20年）2月4日- 広島県安芸郡川内村（現在の広島市）生
- 1905年（明治38年）12月2日- 海軍兵学校入校
- 1908年（明治41年）11月21日- 海軍兵学校卒業  少尉候補生・1等巡洋艦「阿蘇」乗組
- 1909年（明治42年）3月14日- 練習艦隊遠洋航海出発 ホノルル~ヒロ~サンフランシスコ~エスキモルト（Esquimalt）~バンクーバー~タコマ~シアトル~ホノルル~函館~大湊方面巡航
  - 8月7日- 帰着
  - 8月12日- 1等巡洋艦「出雲」乗組
- 1910年（明治43年）1月15日- 任 海軍少尉・佐世保鎮守府附佐世保海兵団附
  - 7月31日- 海軍砲術学校普通科学生
  - 12月15日- 海軍水雷学校普通科学生
- 1911年（明治44年）4月20日- 1等巡洋艦「阿蘇」乗組 少尉候補生指導官附
  - 11月25日- 練習艦隊遠洋航海出発 グアム~スバ~オークランド~シドニー~タウンズビル~バタヴィア~シンガポール~マニラ~オロンガポ（Olongapo City）方面巡航
  - 12月1日- 任 海軍中尉
- 1912年（明治45年）3月28日- 帰着
  - 7月5日- 3等駆逐艦「弥生」乗組
- 1913年（大正2年）12月1日- 海軍大学校乙種学生
- 1914年（大正3年）5月27日- 海軍砲術学校高等科第13期学生
  - 11月26日- 海軍砲術学校高等科修了
  - 12月1日- 任 海軍大尉・戦艦「香取」分隊長
- 1915年（大正4年）5月1日- 巡洋戦艦「伊吹」分隊長
- 1916年（大正5年）5月15日- 戦艦「河内」分隊長
  - 12月1日- 1等駆逐艦「海風」乗組
- 1917年（大正6年）4月1日- 海軍砲術学校教官兼分隊長
  - 12月1日- 海軍大学校甲種第17期入校
- 1919年（大正8年）11月26日- 海軍大学校甲種卒業 卒業時成績順位24名中第4位
  - 12月1日- 戦艦「伊勢」副砲長兼分隊長
- 1920年（大正9年）12月1日- 任 海軍少佐・海軍砲術学校教官
- 1922年（大正11年）12月1日- 軍令部参謀
- 1923年（大正12年）12月1日- 在イギリス日本大使館附海軍駐在武官府補佐官
- 1924年（大正13年）12月1日- 任 海軍中佐
- 1925年（大正14年）12月1日- 帰朝
- 1926年（大正15年）3月20日- 軽巡洋艦「球磨」副長
  - 12月1日- 海軍大学校教官
- 1929年（昭和4年）11月27日- 兼 陸軍大学校兵学教官
  - 11月30日- 任 海軍大佐
- 1930年（昭和5年）12月1日- 横須賀鎮守府附
- 1931年（昭和6年）4月1日- 軽巡洋艦「大井」艦長
  - 10月15日- 兵学校訓練用海防艦「八雲」艦長
- 1933年（昭和8年）3月6日- 練習艦隊遠洋航海出発 シアトル~タコマ~エキスモルト~バンクバー~サンフランシスコ~ロサンゼルス~アカプルコ~バルボア~ホノルル~ヤルート~トラック~サイパン~パラオ方面巡航
  - 7月26日- 帰着
  - 11月15日- 重巡洋艦「摩耶」艦長
- 1934年（昭和9年）11月15日- 海軍大学校教官
- 1935年（昭和10年）11月15日- 任 海軍少将・呉鎮守府参謀長
- 1936年（昭和11年）4月1日- 第2艦隊参謀長
  - 12月1日- 海軍軍令部出仕
- 1937年1月8日- 秩父宮雍仁親王夫妻イギリス国王ジョージ6世戴冠式参列渡英随行
  - 3月18日- 出発
  - 4月12日- イギリス到着
  - 7月28日- フランス・ドイツ・アメリカ経由帰朝
  - 8月3日- 対中国封鎖作戦研究従事
  - 12月1日- 海軍省教育局長
- 1939年（昭和14年）11月15日- 任 海軍中将・海軍兵学校長
- 1941年（昭和16年）4月4日- 第2遣支艦隊司令長官
- 1942年（昭和17年）7月8日- 勲一等瑞宝章受章
  - 7月14日- 舞鶴鎮守府司令長官
- 1943年（昭和18年）12月1日- 軍令部出仕
- 1944年（昭和19年）3月15日- 待命
  - 3月20日- 予備役編入
  - 3月25日- 大日本学徒海洋教練振興会副会長兼中央本部長
  - 6月1日- 海軍省事務嘱託
- 1946年（昭和21年）3月1日- 大日本学徒海洋教練振興会副会長兼中央本部長辞任
- 1947年（昭和22年）11月28日 - 公職追放仮指定[5]
- 1993年（平成5年）4月2日- 死去 享年106

## 人物
- 新見は自分の意見を押し通すことはせず、他人と争うことを好まない性格であった[4]。
- 106歳の長寿を保ち、海軍の最長老として大井篤ら多くの後輩に慕われた。

## 栄典
- 1910年（明治43年）3月22日 - 正八位[6]
- 1915年（大正4年）2月10日 - 正七位[7]

## 主要著述物
- 『第二次世界大戦戦争指導史』原書房、1984年。ISBN  4-562-01516-0
- 『日本海軍の良識 提督 新見政一 自伝と追想 』提督新見政一刊行会編、原書房、1995年。 ISBN 4-562-02696-0 C0021